# Hydrissa
Hydrissa is een geslacht van neteldieren uit de  familie van de Hydractiniidae.

## Soort
- Hydrissa sodalis (Stimpson, 1859)